# Dér (Mezopotámia)
Dér (Dēru vagy Diri), mai neve Tell Agar) a Tigristől keletre eső ókori település volt a Szúzát Esnunnával összekötő kereskedelmi útvonal mentén. Sokat szerepel a forrásokban, bár politikai jelentősége csak az óbabiloni kor kezdetén volt, mint Emutbal ország fővárosának. Területét még nem ásták fel, ezért keveset tudunk történelméről, és az irodalmi művekből sejthetően talán nem szokványos pantheonjáról.
Nevét még az újasszír korban is ősi sumer szójelekkel írták: BAD3.AN, ammi szó szerint „isteni erőd” jelentésű.

## Története
Az Akkád Birodalom idején a későbbi hagyomány szerint Sarrukín birodalmához csatolta. Azonban ez valószínűleg inkább II. Sarrukín asszír király i. e. 720-as hadjáratának, és a város mellett vívott asszír–elámi csatának emléke.
Sulgi a III. uri dinasztia uralkodója idején katonai kormányzó (sagin) irányította.
Az óbabiloni korban az Emutbalnak nevezett térség fővárosa volt.
Az Asszír Birodalom idején tartományi székváros volt. i. e. 623-ban lázadt fel és szakadt el Asszíriától.

## Vallási élete
Istarnak ajánlott város volt.